# ひいらぎ (フォークグループ)
ひいらぎは、日本のフォークソングバンド。北海道出身。

## 概要
以下以外に、イベントや学園祭への出演や2003年に地元コミュニティFMでのレギュラー等を務める。

## 来歴
2000年
- 10月 - 高校の同級生だった恵梨香と愛美、そして愛美の妹である千晶により、漢字表記の柊を結成。札幌駅前通の北海道銀行本店前にてストリートライブを始める。

2001年
- 2月 - ローランドバンドパラダイス オーディエンス賞受賞。
- 10月 - 初めてのワンマンライブを札幌COLONYで開催。

2003年
- 9月 - 愛美が一度脱退し、以後2人で活動を続ける。
- 12月 - 新宿WALLで初めての東京ライブを行う。

2005年
- 10月 - 5周年記念ワンマンライブ「夢音」（札幌メッセホール）をもって一旦解散。

2006年
- 10月 - 愛美が戻り、再び3人で活動を再開、活動再開後は狸小路にて路上ライブを行っている。

2008年
- 8月6日 - エフエム北海道（AIR-G'）でレギュラーラジオ番組「ひいらぎのひいらじ」が放送開始。

2009年
- 2月4日 - 『みず』でメジャーデビュー。
- 7月10日 - 愛美が卒業し、2人での活動となる。

2010年
- 10月27日 - 1stアルバム『地平線と秋の空』をリリース。

2013年
- 8月26日 - 解散を発表[1]
- 11月16日 - 結成13周年記念ワンマンライブ「いつもありが十三キュー!」ツアー最終日。札幌・cube gardenにてラストライブを開催し解散[2]。

## メンバー
- 千晶（ちあき）

ギター・ボーカル担当。6月5日生まれ。A型。
解散後は関東在住で、ソロシンガー「立岡千晶」として活動。
- 恵梨香（えりか）

サイドギター・コーラス担当。3月2日生まれ。A型。
旧メンバー
- 愛美（まなみ）

コーラス・ハープ及び鍵盤ハーモニカ担当。3月12日生まれ。O型。

## ディスコグラフィ

### シングル
| 枚   | 発売日         | タイトル         | 規格品番     | 規格品番  | 最高順位 |
| 枚   | 発売日         | タイトル         | 初回限定盤   | 通常盤    | 最高順位 |
| ---- | -------------- | ---------------- | ------------ | --------- | -------- |
| 1st  | 2009年2月4日   | みず             |              | SRCL-6949 | 78位     |
| 2nd  | 2009年8月26日  | かけら           |              | SRCL-7109 | 148位    |
| 3rd  | 2010年2月24日  | 花びらの舞う季節 | SRCL-7214/15 | SRCL-7216 | 123位    |
| 4th  | 2010年9月22日  | 裸               | SRCL-7378/79 | SRCL-7380 | 95位     |
| 5th  | 2011年3月16日  | 運命の春ノ風     | SRCL-7565/66 | SECL-7567 | 111位    |
| 6th  | 2011年9月14日  | 信じる心         | SRCL-7721/22 | SRCL-7723 | 109位    |
| 7th  | 2011年11月23日 | 明けゆく空       | SRCL-7790/91 | SRCL-7792 | 137位    |
| 8th  | 2012年2月15日  | 今、このとき。   | SRCL-7843/44 | SRCL-7845 | 50位     |
| 9th  | 2012年8月22日  | 最近             | SRCL-8077/78 | SRCL-8079 | 55位     |
| 10th | 2013年3月6日   | お父さん         |              | SRCL-8235 | 118位    |

### アルバム
| 枚           | 発売日         | タイトル       | 規格品番              | 規格品番   | 最高位 |
| 枚           | 発売日         | タイトル       | 初回限定盤            | 通常盤     | 最高位 |
| ------------ | -------------- | -------------- | --------------------- | ---------- | ------ |
| インディーズ | 2003年12月24日 | 青嵐           | MOCM-12241 MOCM-12242 | MOCM-12243 |        |
| インディーズ | 2007年7月25日  | 自然透唄       |                       | HBSR-8001  |        |
| 1st          | 2010年10月27日 | 地平線と秋の空 | SRCL-7400/01          | SRCL-7402  | 137位  |
| 2nd          | 2012年8月22日  | ドーナツの穴   | SRCL-8077/78          | SRCL-81255 | 221位  |

### 参加作品
- 未来の花束（2011年11月2日）
  - ぷいぷい軽音部[4]の一員として参加。

## タイアップ
| 曲名           | タイアップ                                              |
| -------------- | ------------------------------------------------------- |
| 今、このとき。 | テレビアニメ『夏目友人帳 肆』オープニングテーマ         |
| サイキン       | テレビアニメ『もやしもん リターンズ』エンディングテーマ |

## 出演

### ラジオ番組
- ひいらぎのひいらじ（エフエム北海道、2008年8月6日 - 2013年6月26日）